# Llanes
Llanes és un conceyu de la Comunitat Autònoma del Principat d'Astúries. Limita al nord amb el mar Cantàbric, al sud amb Onís, Cabrales, El Valle Altu de Peñamellera i El Valle Baḥu de Peñamellera, a l'est amb Ribadedeva i a l'oest amb Cangues d'Onís i Ribeseya. S'estén prop de 30 km al llarg de la costa a l'extrem oriental de la regió. Part del seu territori està inclòs en diferents figures de protecció com són per exemple el Paisatge Protegit de la Sierra del Cuera i el Paisatge Protegit de la Costa Oriental d'Astúries.).

## Història

### Prehistòria
La presència humana en aquest territori es remunta a l'època del Paleolític inferior, de la qual es té constància d'una sèrie de restes lítiques aparegudes a la cova de la Ribera i en la cova de Balmori i restes del període Mitjà com els de la cova d'Arnero o del Superior com els trobats en les coves del Cueto de la Mina. Es pot dir que en el concejo de Llanes estan representades totes les etapes de la prehistòria. De l'època magdalenià hi ha restes en les coves de: La Ribera, Balmori, etc. De l'edat de ferro hi ha escassesa de restes, així com de l'època prerromana i romana on no apareixen restes de castros, encara que si han arribat altres mostres com una làpida dedicada a la deessa Manes.

### Edats mitjana i moderna
En l'edat mitjana, aquestes terres eren anomenades terres de l'Aguilar (i la vila de Llanes Puebla de Aguilar), el seu centre administratiu estava al castell de Soberrón, situat en la serra de Cuera, on encara afloren les seves restes, L'ordenació del territori està repartida entre les institucions religioses, així el monestir de San Salvador de Celorio del segle xii i la noblesa local com Alfonso Suárez i Cristilde figuren al capdavant d'un gran patrimoni. Alfons IX concedeix la carta de poblament a Llanes com una manera de potenciar les defenses d'aquestes terres. Més tard Alfons X el Savi concedeix nou fur a la vila. Tot el nucli estava envoltat per una muralla el que indica el seu caràcter defensiu. Aquesta muralla, iniciada per Alfons X, s'acaba en el segle xv. Aquest nucli es consolida ràpidament entre els segles xiii i xiv, on ja tenia entre 1.000 i 1.500 habitants traslladant-se a Llanes les funcionis administratives i militars. Alfons XI de Castella els concedeix el privilegi de fer dues fires anuals, també aquest rei els concedeix el seu propi alfolí de la sal, ja que Llanes per aquestes dates tenia un puixant port. Les seves naus arribaven als ports andalusos, portuguesos, francesos, flamencs o anglesos. Aquest privilegi va ser rescindit pels Reis Catòlics en 1493. En aquesta època en l'acabo concejil de Llanes la seva ramaderia i agricultura era un pilar molt bàsic en la seva economia.

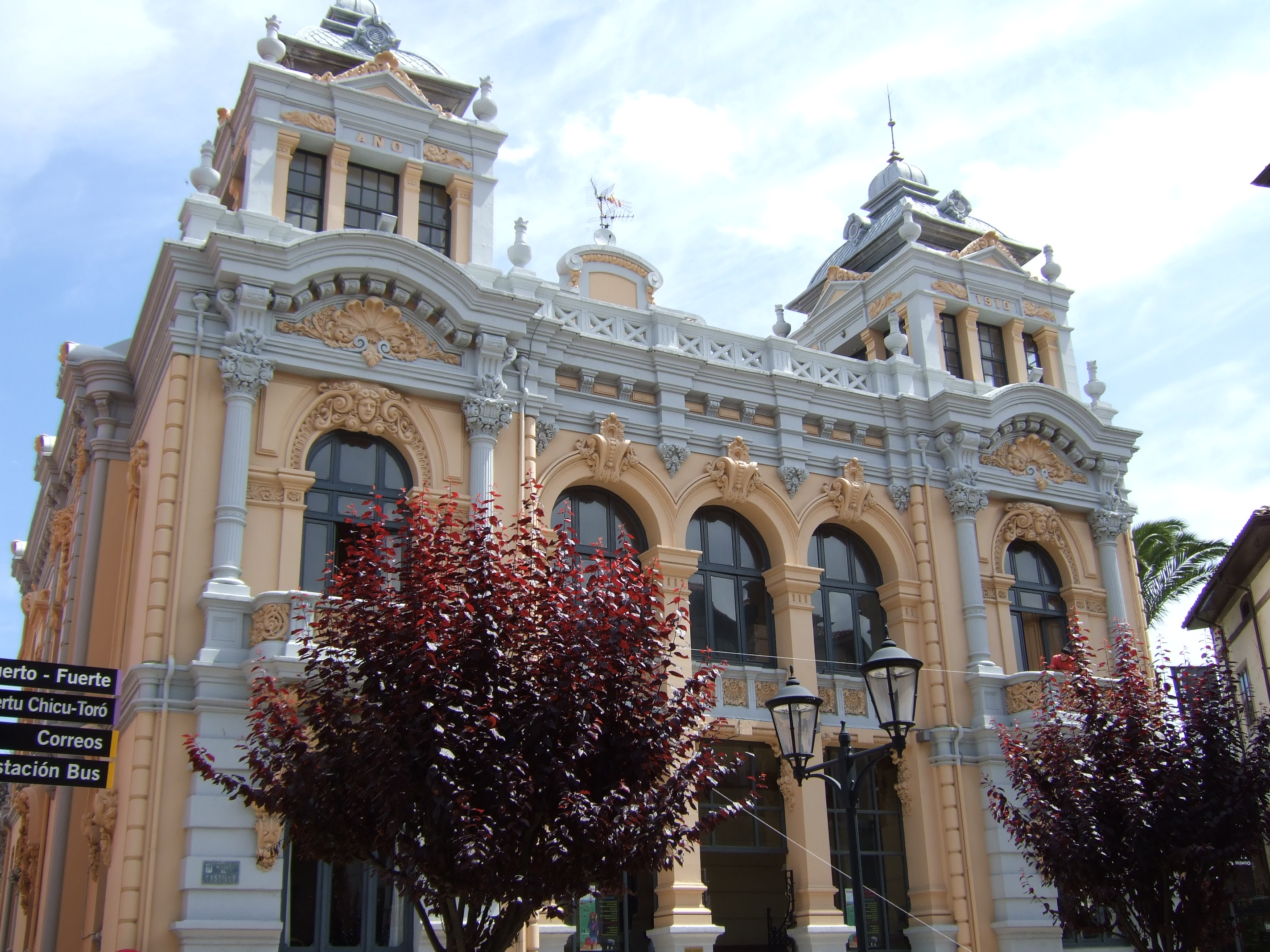
Casino de Llanes

En els segles xiii i xiv, aquest concejo mantindria relacions de germanor amb Lleó i Castella com una manera de defensa cap als abusos de la noblesa, ja que aquesta vila passaria per diferents mans, així Enric II la passaria al seu fill bastard Alfonso, comte de Noreña. Després de diverses disputes entre el comte i la corona, aquest és vençut i el concejo de Llanes recupera la seva condició de concejo de reialeng. En el segle xv, Joan II donà aquesta vila i la de Ribadesella a Diego Fernández de Quiñónez, en compensació per la confiscació d'altres viles seves, aquesta família seria expulsada d'Astúries pel futur rei Enric IV a causa de les seves disputes constants amb la corona, incorporant-se de nou al reialeng amb els Reis Catòlics en 1490. En aquestes dates Llanes, va sofrir dos grans incendis. En els segles xvi i xvii, destaca la gran influència del monestir benedictí de Celorio i de la gran florida de l'activitat pesquera i comercial que va viure el port llanisco. En el segle xviii, l'economia de la vila va començar un declinar, en part a causa de les contínues guerres i per la institució de la matrícula per a la Real Armada que es duia a la gent del mar, per a servir en l'Armada Reial.

### A partir delseglexix

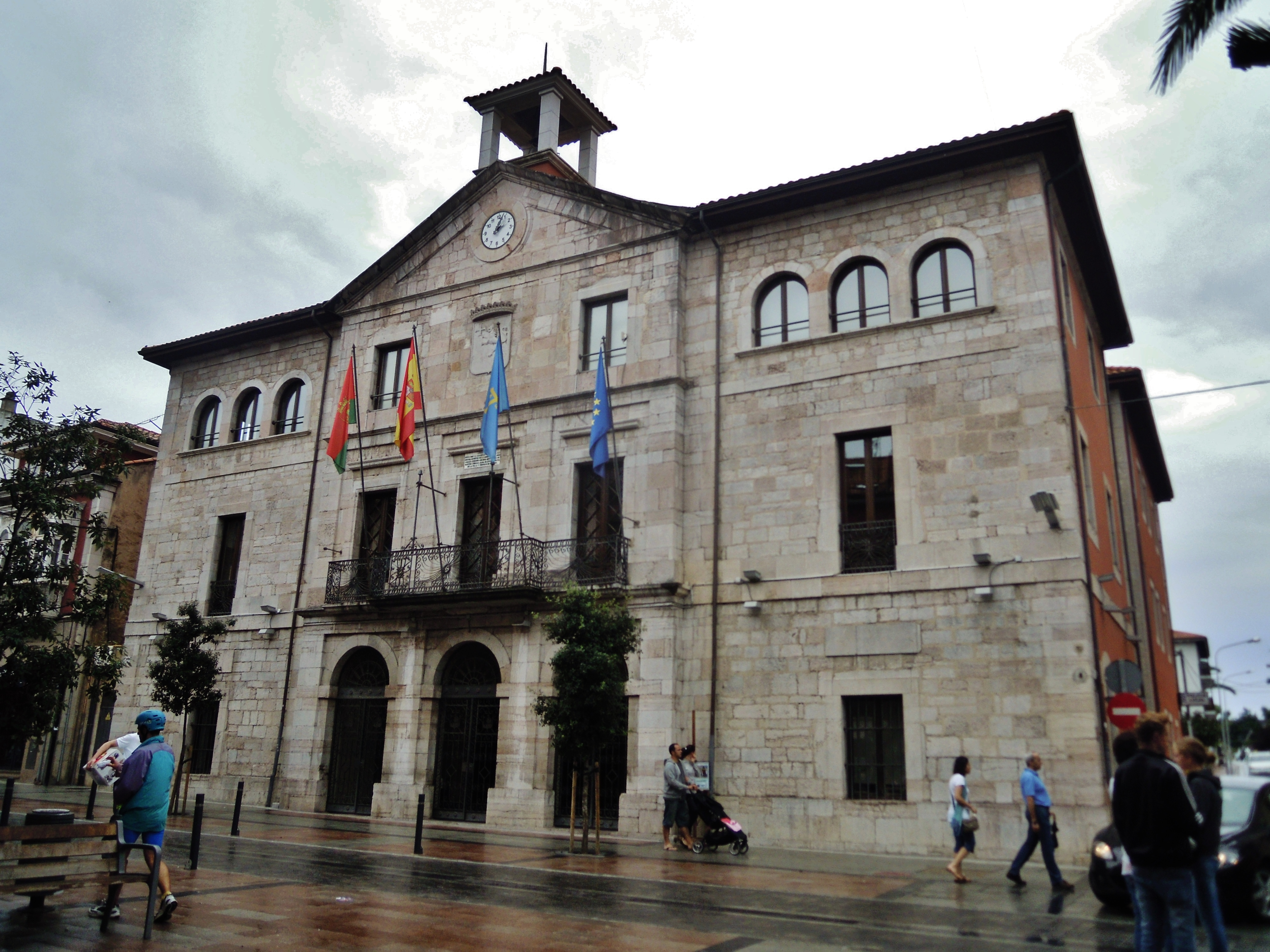
Seu de l'Ajuntament de Llanes.

En el segle xix, amb la Guerra de la Independència les tropes franceses van entrar en Llanes i les hostilitats van començar de seguida estant al comandament de les tropes locals de Blas de Posada. En 1809 les tropes franceses van entrar a Llanes cremant el seu arxiu i el palau dels ducs d'Estrada. Llanes va anar caient diverses vegades en poder francès durant aquest segle, destacant la batalla del riu Purón. El trienni liberal va portar que algunes parròquies es constituïssin com ajuntament independent. A mitjan aquest segle cal destacar la gran emigració a Ultramar. El final d'aquest segle ens deixa la realització de diverses obres com el passeig de San Pedro, l'hospital municipal, el mercat cobert, etc.
En el segle xx, l'activitat industrial era escassa. Durant la Guerra Civil espanyola, es van lliurar importants batalles en els cims de les forests llaniscos. Les tropes republicanes van ser derrotades i el concejo majoritàriament de dretes queda en mans de Franco. En la lluita antifranquista se significà Horacio Fernández Inguanzo, El Paisano, que va viure en la clandestinitat i amb l'arribada de la democràcia fou dues legislatures diputat nacional per Astúries.

## Parròquies

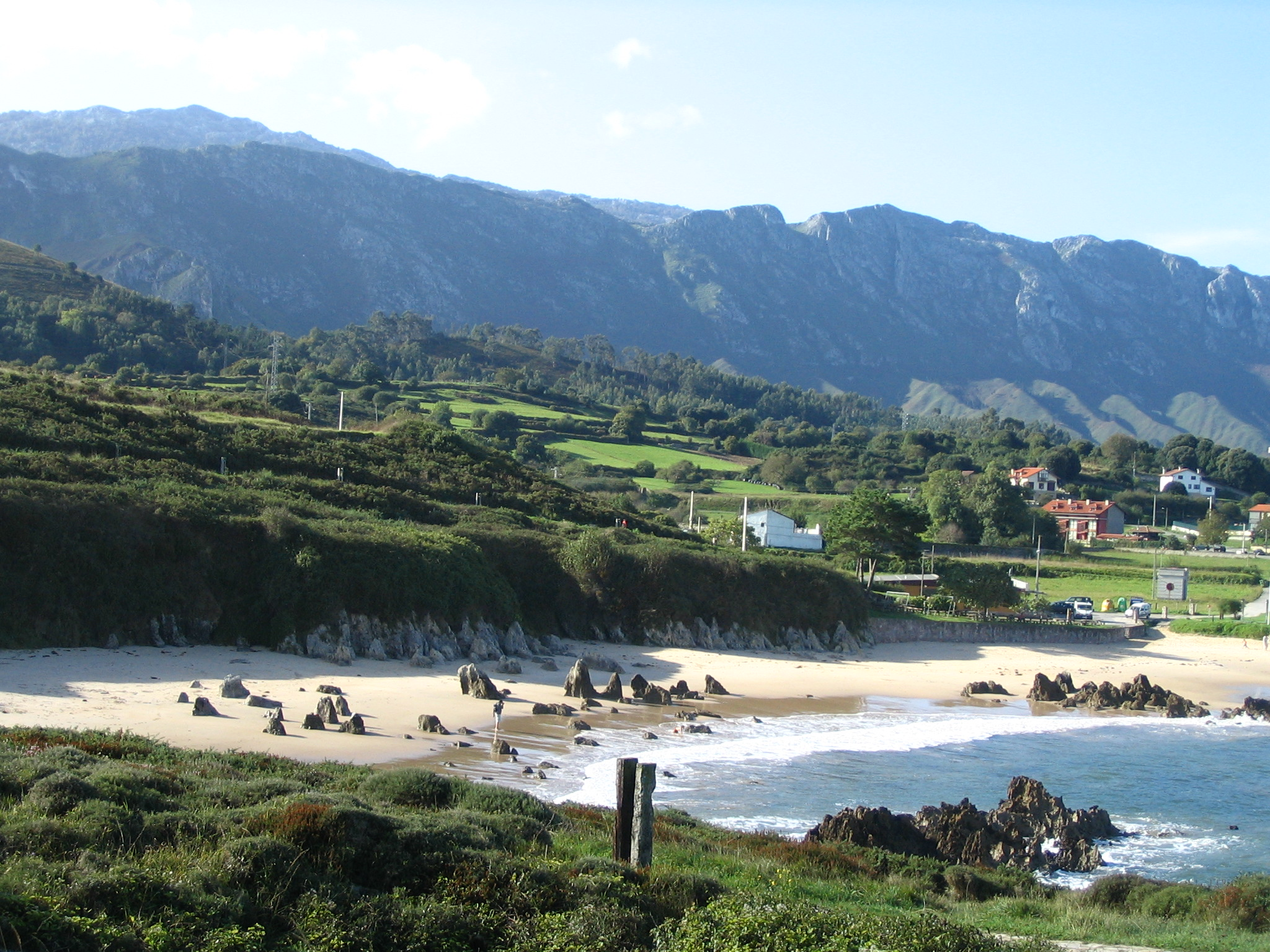
Platja de Toro

El concejo de Llanes es divideix en 28 parròquies rurals:
| - Andrín - Ardisana - Barru - La Borbolla - Caldueñu - Carranzo - Celoriu | - Cue - Ḥontoria - Llanes - Los Caleyos - Los Carriles - La Malatería - Meré | - Naves - Nueva - Parres - Pendueles - Po - Porrúa - Posada | - Pría - Purón - Rales - San Roque l'Acebal - Tresgrandas - Vibañu - Vidiago |

## Evolució i distribució demogràfica
Amb una població de 13.232 habitants ha sofert diferents canvis. A principis del segle xx, la seva població era de 18.684 habitants, arribant al seu punt màxim en 1920 amb 23.349 habitants. A partir d'aquesta data va començar una pèrdua de població que represento la quarta part dels seus efectius. Aquesta dinàmica d'emigració de 1920 té per destinació països d'Ultramar entre els quals destacarem Mèxic i Veneçuela, on són famoses les colònies llanisques en aquest país. Després l'emigració va canviar a causa de noves ofertes de treball que havia en les zones industrialitzades del centre de la província, encara que també va haver-hi una forta emigració cap a Madrid.
És poc coneguda l'emigració llanisca als pobles dels municipis costaners muntanyencs de Val de San Vicente i San Vicente de la Barquera, sent poc nombrosa en quantitat absoluta però important i singular, ja que l'alt percentatge de persones d'origen llanisc en el total de població d'aquests dos municipis costaners és de gran importància. El major problema de la població de Llanes és el seu envelliment, les persones majors de 60 anys són el 30% de la població, tenint molt poca població jove. La majoria dels habitants del concejo viuen en la zona costanera, en la qual la vila més gran és la mateixa Llanes, amb una població de prop de 4.000 habitants dels prop de 13.000 que té el concejo; encara que durant l'estiu la població total del concejo es multiplica.

## Economia
La seva economia està basada en el sector terciari, destacant el potent sector serveis que només en temporada d'estiu ocupa a un gran nombre d'habitants, no en va es considera Llanes com una de les capitals turístiques d'Astúries. L'economia del sector està basada també en l'agricultura, ramaderia i la pesca, generant aquesta una petita indústria de conserves i assalament.

## Política
Al concejo de Llanes, des de 1979, el partit que més temps ha governat ha estat el PSOE (vegeu llista d'alcaldes de Llanes). L'actual alcalde és Dolores Álvarez del PSOE, qui governa amb majoria absoluta des de 2003. Cal destacar, que el predecessor de l'actual alcaldessa fou Antonio Trevín, actual delegat del govern a Astúries i expresident del Principat d'Astúries.
|      | PSOE | PP | IU-BA | CDS | Altres | Total |
| ---- | ---- | -- | ----- | --- | ------ | ----- |
| 1979 | 7    | 2  | 0     | 8   | 0      | 17    |
| 1983 | 8    | 9  | 0     | -   | 0      | 17    |
| 1987 | 10   | 5  | 0     | 2   | 0      | 17    |
| 1991 | 11   | 5  | -     | 1   | 0      | 17    |
| 1995 | 9    | 6  | 1     | -   | 1      | 17    |
| 1999 | 10   | 6  | 1     | -   | 0      | 17    |
| 2003 | 9    | 7  | 1     | -   | 0      | 17    |
| 2007 | 10   | 7  | 0     | -   | 0      | 17    |

## Personalitats notables
- Víctor de la Fuente,dibuixant de còmics.